# Franke Previte
Franke Jon Previte (New Brunswick (Nova Jersey), 2 de maig de 1946) és un cantant i compositor estatunidenc. Va ser el cantant de la banda de pop rock Franke and the Knockouts dels anys vuitanta.

## Biografia
Nascut i criat a New Brunswick, Nova Jersey, fill de Franke Previte Sr., cantant d'òpera, Previte va estar amb el quintet de rock de Nova Jersey Franke i els Knockouts com a cantant i compositor. Anteriorment, havia cantat amb l'Oxford Watch Band i la banda de heavy metal Bull Angus.
Franke i els Knockouts van ser signats per Millennium Records el 1981 i tenien tres senzills del Top 40 dels Estats Units, a més de dos àlbums del Top 50. El seu single més gran, "Sweetheart", va ser escrit pel guitarrista de Previte i Knockout, Billy Elworthy, i es va convertir en un èxit del Top 10 el 1981. Els altres dos èxits del Top 40 del grup van ser "You're My Girl" i "Without You (Not Another Lonely Night)".
La banda va canviar a MCA Records el 1984 i es va separar al voltant del 1986. Previte va coescriure música per a la banda sonora de la pel·lícula Dirty Dancing de 1987, incloent "(I've Had) The Time of My Life" i l'èxit d'Eric Carmen "Hungry Eyes".

## Reconeixements
- Premi de l'Acadèmia al Millor èxit en música; Millor cançó del 1987 per "(I've Had) The Time of My Life" de Dirty Dancing amb els compositors John DeNicola i Donald Markowitz.

Aquell mateix any, Previte també va rebre un Globus d'Or i una nominació als Grammy. "(I've Had) The Time of My Life" també va guanyar el premi ASCAP de la cançó de l'any. El 2014, la cançó va ser escollida amb una de les 100 millors cançons de l’ASCAP mai escrites i arribarà al número 15.
Previte va ser escollit com un dels 25 millors compositors nord-americans per representar els EUA en una cimera de compositors a la URSS, que va donar lloc al llançament d'un àlbum anomenat Music Speaks Louder Than Words el 1990.
Avui, Previte ajuda a recaptar diners per a la caritat de la xarxa d’acció contra el càncer pancreàtic en honor de Patrick Swayze. Continua recaptant diners per a la caritat amb la seva nova banda, The Brotherhood. "Si sou un compositor, esteu a la confraria", va dir Previte.